# Asif Kapadia
Asif Kapadia (Londres, 1972) é um cineasta britânico descendente de indianos. Ganhou o BAFTA com o filme "The Warrior" e vários prêmios com o curta-metragem "The Sheep Thief" e o documentário Senna.